# Stellwerk – junges Theater
Das Stellwerk – junges Theater (Eigenschreibweise  stellwerk – junges theater) ist ein freies Theater von und für junge Menschen in Thüringen.

## Beschreibung
Das Stellwerk – junges Theater ist ein gemeinnütziger Verein. Der Arbeitsschwerpunkt des Stellwerks liegt seit 1999 in der kulturellen Bildung im zeitgenössischen Theater. Zweck des Theaters ist es, junge Menschen auf die Bühne zu bringen und ihnen dadurch einen niedrigschwelligen Zugang zur Mitwirkung und aktiven Mitgestaltung zu ermöglichen. Das junge Theater will Jugendliche dazu ermächtigen, ihre Haltungen, Fragen, Expertisen und Wünsche aktiv in die Programminhalte einfließen zu lassen.
Die Angebote sind altersspezifisch in einem Kurs-, Workshop- und Inszenierungssystem aufgebaut. Der Spielplan setzt sich aus den Inszenierungen zusammen, die in diesem Werkstattsystem entstehen.
Der Verein betreibt seit 2002 für ein vorwiegend junges Publikum eine Spielstätte im Westflügel des Weimarer Hauptbahnhof. Julia Heinrich ist Geschäftsführerin.

## Netzwerk
Auf kommunaler Ebene kooperiert das Stellwerk u. a. mit dem Deutschen Nationaltheater Weimar, dem Kunstfest Weimar und der  Klassikstiftung Weimar, lokalen Bildungsträgern wie der Bauhaus-Universität Weimar, der Hochschule für Musik Franz-Liszt Weimar und schulischen Bildungseinrichtungen sowie mit sozialen Einrichtungen wie dem Kinderbüro der Stadt, der Kindervereinigung Weimar e. V. und der Stiftung EJBW-Europäische Jugend- und Begegnungsstätte Weimar.
Thüringenweit ist das junge Theater Mitglied im Thüringer Theaterverband e. V., in der LAG Spiel und Theater in Thüringen e. V. sowie der LAG Soziokultur Thüringen e. V.
Auf Bundesebene ist das Stellwerk im Verband der Theaterpädagogik und dem Bundesverband freie darstellende Künste, dem Bundesverband deutscher Amateurtheater sowie der Bundesarbeitsgemeinschaft Theater und Spiel vertreten. Die Theaterleitung und ihre Mitarbeiter sind in regionalen und bundesweiten Fachgremien vertreten.

## Auszeichnungen
Die Inszenierungen des Hauses wurden für regionale und bundesweite Festivals wie das „Treff - junges Theater“ und das „Avant Art“, das Bundestreffen „Jugendclubs an Theatern“, das „Augenblick mal!“-Festival des Theaters für junges Publikum und das „Amarena“-Festival zum deutschen Amateurpreis u. ä. ausgewählt. Der Verein gastiert in anderen Bundesländern, pflegt einen Austausch mit anderen Jugendtheatern und beteiligt sich an den Ausschreibungen und Wettbewerben der Bundesverbände.
Das Stellwerk erhielt 2018 für die Inszenierung „Wilhelm Tell – Versuche“ den „Demokratietheaterpreis des Instituts B3 in Leipzig“.
Ferner wurde das Haus viermal für den Thüringer Theaterpreis nominiert und 2014 mit dem Deutschen Amateurtheaterpreis in der Sparte Schauspiel ausgezeichnet. 2018 erhielt das Stellwerk die Auszeichnung des „Bundestreffens Jugendclubs an Theatern“. 2012 wurde die Arbeit des jungen Theaters mit dem Kinderrechtspreis gewürdigt.